# ماريون بيركنز
ماريون بيركنز (بالإنجليزية: Marion Perkins)‏ هو نحات أمريكي، ولد في 1908، وتوفي في 1961.